# Акамар
Акамар е двойна звезда, θ в съзвездието Еридан. Нейната видима величина е 2,88, а на съставните ѝ звезди - 3,2 и 4,3. Те са от спектрален тип, съответно, A5 IV и A1 Va. Разстоянието до Земята е 161 светлинни години.